# Catedral de San Luis de los Capuchinos
La Catedral de San Luis de los Capuchinos (en francés: Saint Louis Des Capucins) es una iglesia católica latina en el centro de Beirut, ubicada al norte de la Grand Serail y el Consejo para la Reconstrucción y el Desarrollo. Construida en 1864 por los misioneros capuchinos fue llamada así en honor del rey Luis IX de Francia. La iglesia es muy notable por sus fachadas de piedra de arena, sus ventanas de madera de color rosa, y su imponente campanario nuevo. Los capuchinos llegaron a Beirut en 1628 y no tenían un lugar de culto para los suyos por lo que solían practicar sus ritos en la antigua iglesia de San Jorge en donde esta la catedral maronita actual en el centro de Beirut. En 1732, los capuchinos construyeron su primera iglesia en Beirut cerca del sitio actual de la Plaza Riad Solh dedicada a San Luis IX rey de Francia. Es la sede del vicariato apostólico de Beirut.